# كهف أولد سبانيش ترجر
كهف أولد سبانيش ترجر (بالإنجليزية: Old Spanish Treasure Cave)‏؛ هو كهف يقع في مقاطعة بينتون في الولايات المتحدة.

## السياحة
يعد «كهف أولد سبانيش ترجر» أحد مواقع الجذب السياحي في مقاطعة بينتون في ولاية أركنساس الأمريكية.